# Sacrificium
| Оценки критиков | Оценки критиков |
| Источник        | Оценка          |
| --------------- | --------------- |
| Metal Storm     | [ 2 ]           |

Sacrificium — шестой студийный альбом немецкой симфо-метал-группы Xandria, выпущенный 2 мая 2014 года. Альбом вышел на лейбле Napalm Records.
На латыни слово sacrificium означает действие, связанное с чем-то сакральным, священным, в частности — жертвоприношение.

## История создания
По словам участников группы, новый альбом «продолжит музыкальное направление» их предыдущего альбома, Neverworld’s End, но «принесёт людям ещё больше удовольствия».
Непосредственно перед записью альбома, группа распрощалась со своей солисткой Мануэлой Краллер, которая была в группе на протяжении трёх лет. Она была заменена Голландской певицей Дианой ван Гирсберген, которая так же является участницей группы Ex Libris. Эта запись так же является первой для басиста Стивена Вуссова в составе Xandria.

## Список композиций
Слова и музыка всех песен — Марко Хойбаум (если не указано другое).
| №                   | Название                | Текст песни          | Музыка                                             | Длительность |
| ------------------- | ----------------------- | -------------------- | -------------------------------------------------- | ------------ |
| 1.                  | «Sacrificium»           |                      | Марко Хойбаум, Беньямин Швенен                     | 10:07        |
| 2.                  | «Nightfall»             |                      | Марко Хойбаум, Беньямин Швенен, Кристиан Стинкен   | 3:56         |
| 3.                  | «Dreamkeeper»           |                      |                                                    | 4:36         |
| 4.                  | «Stardust»              |                      |                                                    | 5:33         |
| 5.                  | «The Undiscovered Land» |                      |                                                    | 7:22         |
| 6.                  | «Betrayer»              |                      |                                                    | 6:06         |
| 7.                  | «Until the End»         |                      |                                                    | 5:39         |
| 8.                  | «Come With Me»          |                      | Марко Хойбаум, Беньямин Швенен, Кристиан Стинкен   | 4:56         |
| 9.                  | «Little Red Relish»     | Диана ван Гирсберген |                                                    | 4:32         |
| 10.                 | «Our Neverworld»        |                      |                                                    | 3:46         |
| 11.                 | «Temple of Hate»        |                      |                                                    | 5:50         |
| 12.                 | «Sweet Atonement»       | Диана ван Гирсберген | Марко Хойбаум, Николас Ребшер, Александр Ким Ланге | 4:14         |
| Общая длительность: | Общая длительность:     | Общая длительность:  | Общая длительность:                                | 66:33        |

| №                   | Название                               | Музыка                                             | Длительность |
| ------------------- | -------------------------------------- | -------------------------------------------------- | ------------ |
| 1.                  | «The Watcher» (Дополнительный трек)    |                                                    | 4:43         |
| 2.                  | «Sacrificium» (Инструментал)           | Марко Хойбаум, Беньямин Швенен                     | 10:04        |
| 3.                  | «Nightfall» (Инструментал)             | Марко Хойбаум, Беньямин Швенен, Кристиан Стинкен   | 3:56         |
| 4.                  | «Dreamkeeper» (Инструментал)           |                                                    | 4:36         |
| 5.                  | «Stardust» (Инструментал)              |                                                    | 5:33         |
| 6.                  | «The Undiscovered Land» (Инструментал) |                                                    | 7:22         |
| 7.                  | «Betrayer» (Инструментал)              |                                                    | 6:05         |
| 8.                  | «Until the End» (Инструментал)         |                                                    | 5:39         |
| 9.                  | «Come With Me» (Instrumental)          | Марко Хойбаум, Беньямин Швенен, Кристиан Стинкен   | 4:56         |
| 10.                 | «Little Red Relish» (Инструментал)     |                                                    | 4:32         |
| 11.                 | «Our Neverworld» (Инструментал)        |                                                    | 3:46         |
| 12.                 | «Temple of Hate» (Инструментал)        |                                                    | 5:49         |
| 13.                 | «Sweet Atonement» (Инструментал)       | Марко Хойбаум, Николас Рабшер, Александр Ким Ланге | 4:14         |
| Общая длительность: | Общая длительность:                    | Общая длительность:                                | 71:11        |

## Чарты
| Чарты(2014)           | Максимальная позиция |
| --------------------- | -------------------- |
| Austrian Albums Chart | 71                   |
| German Albums Chart   | 25                   |
| Swiss Albums Chart    | 48                   |
| UK Albums Chart       | 176                  |
| US Top Heatseekers    | 25                   |

## Участники записи
Xandria
- Диана ван Гирсберген — вокал
- Марко Хойбаум — гитара, клавишные, вокал
- Филип Рестемайер — гитара
- Стивен Вуссов — бас-гитара
- Герит Ламм — ударные